# Les Îles-de-la-Madeleine (terytorium równoważne)
Les Îles-de-la-Madeleine – terytorium równoważne z regionalną gminą hrabstwa (territoire équivalent à une municipalité régionale de comté, TÉ) w regionie administracyjnym Gaspésie–Îles-de-la-Madeleine prowincji Quebec, w Kanadzie. Gminy nie wchodzące w skład żadnej regionalnej gminy hrabstwa łączy się w TÉ głównie do celów statystycznych.
Terytorium ma 12 781 mieszkańców. Język francuski jest językiem ojczystym dla 94,2%, angielski dla 5,5% mieszkańców (2011).
W skład terytorium wchodzą:
- gmina Les Îles-de-la-Madeleine (w której mieszka 96,2% ludności całego TÉ)
- gmina Grosse-Île.